# مسجد جامع فخرآباد
مسجد جامع فخرآباد مربوط به دوره متاخر اسلامی دوره افشار - دوره قاجار است و در شهرستان مهریز، بخش مرکزی، دهستان ارنان، روستای فخر آباد واقع شده و این اثر در تاریخ ۱۵ دی ۱۳۸۷ با شمارهٔ ثبت ۲۴۳۴۶ به‌عنوان یکی از آثار ملی ایران به ثبت رسیده است.